# 5789 Sellin
5789 Sellin è un asteroide della fascia principale. Scoperto nel 1960, presenta un'orbita caratterizzata da un semiasse maggiore pari a 2,5669542 UA e da un'eccentricità di 0,2401514, inclinata di 5,06912° rispetto all'eclittica.